# Wilhelm Adam
Wilhelm Adam (Eichen (bij Hanau), 28 maart 1893 — Dresden, 24 november 1978) was een Duits militair en Oost-Duits politicus.
De vader van Wilhelm Adam was een landbouwer. Van 1903 tot 1913 bezocht hij de lerarenopleiding te Schlüchtern. Tijdens de Eerste Wereldoorlog was hij militair. In 1923 sloot Adam zich aan bij de Nationaalsocialistische Duitse Arbeiderspartij van Adolf Hitler. Adam nam deel aan de zogenaamde Bierhalle-putsch in München in 1923, waarbij Hitler tevergeefs trachtte de macht te grijpen in Beieren.
Van 1926 tot 1929 was hij lid van de Deutsche Volkspartei (DVP). In 1933 werd Adam lid van de extreem-nationalistische oudstrijdersbond Stahlhelm. Na Hitlers machtsovername werd hij lid van de SA en daarna SA-Hauptmann. In 1937 werd hij bevorderd tot majoor en directeur van de infanterieschool van Döberitz. In 1939 werd hij adjudant bij het XXIII Legerkorps. Na de Duitse inval in de Sovjet-Unie in 1941 werd hij adjudant van generaal-veldmaarschalk Friedrich Paulus en tot kolonel bevorderd. In 1943 werd hij door de Russen krijgsgevangen genomen.
Van 1944 tot 1945 was hij lid van de Bond van Officieren (antifascistisch) en bezocht hij in de Sovjet-Unie de Centrale Antifascistische School in Krasnogorsk. Inmiddels werd hij door een nationaalsocialistische rechtbank in Duitsland ter dood veroordeeld. Na de Duitse capitulatie (mei 1945), keerde Wilhelm Adam naar Duitsland terug en vestigde zich in de Sovjet-bezettingszone (later de DDR genaamd).
In 1948 was hij medeoprichter van de Nationaal-Democratische Partij van Duitsland (NDPD), een satellietpartij van de communistische SED. Van 1948 tot 1949 was hij ambtenaar in de deelstaat Saksen. Van 1949 tot 1978 was hij lid van de hoofdcommissie van de NDPD en tot 1952 voorzitter van de Saksische afdeling van de NDPD. Vanaf 1949 was hij lid van de Presidentiële Raad van de Kulturbund en van 1949 tot 1963 afgevaardigde in de Volkskammer (parlement).
Van 1950 tot 1952 was Adam minister van Financiën van Saksen. In 1953 sloot hij zich aan bij de Kasernierte Volkspolizei, de voorloper van de Nationale Volksarmee (NVA). Van 1953 tot 1958 was hij docent aan de Hogeschool voor Officieren van de DDR.
In 1968 werd hij onderscheiden met de Banier van de Arbeid en in 1977 werd hij bevorderd tot generaal-majoor van de NVA.

## Militaire loopbaan
- Einjährig-Freiwilliger (Eenjarige vrijwilliger): 1 oktober 1913
- Gefreiter: 24 juni 1914
- Unteroffizier: 25 juli 1914
- Feldwebel: 1 april 1915
- Leutnant: 2 mei 1915
- Rittmeister: 16 juni 1934
- Oberstleutnant: 14 februari 1941
- Oberst: 17 december 1942
- Generalmajor: 7 oktober 1977

## Decoraties
- Ridderkruis van het IJzeren Kruis op 17 december 1942[1][2][3]
- IJzeren Kruis 1914, 2e Klasse (6 september 1914)[3] en 1e Klasse (30 september 1917)[3][4]
- Bloedorde in 1933
- Herhalingsgesp bij IJzeren Kruis 1939, 1e Klasse (10 oktober 1941) en 2e Klasse (26 mei 1940)[4][3]
- Vaderlandse Orde van Verdienste in zilver in 1956
- Banier van de Arbeid in 1968
- Erekruis voor Frontstrijders in de Wereldoorlog[3]

- Bibsys: 90155781
- Gemeinsame Normdatei: 118500554
- International Standard Name Identifier: 0000 0001 1571 0150
- Library of Congress Control Number: no2010094173
- Nationale Bibliotheek van Letland: 000039391
- Nationale Bibliotheek van Tsjechië: ola2004211990
- Nationale Bibliotheek van Israël: 987007368135405171
- Nationale Bibliotheek van Polen: a0000002175809
- Nederlandse Thesaurus van Auteursnamen: 075152797
- Réseau des bibliothèques de Suisse occidentale: 02-A016426394
- Virtual International Authority File: 54939183
- WorldCat: E39PBJvCR363GhX9T4DJfv67pP